# Kalholm (4 km sydväst om Kasnäs, Kimitoön)
Kalholm är en ö i Finland. Den ligger i Skärgårdshavet 4 km sydväst om Kasnäs i kommunen Kimitoön i landskapet Egentliga Finland, i den sydvästra delen av landet. Ön ligger omkring 62 kilometer söder om Åbo och omkring 150 kilometer väster om Helsingfors.
Öns area är 6,5 hektar och dess största längd är 380 meter i sydöst-nordvästlig riktning. Ön höjer sig omkring 15 meter över havsytan.